# Besturn B90

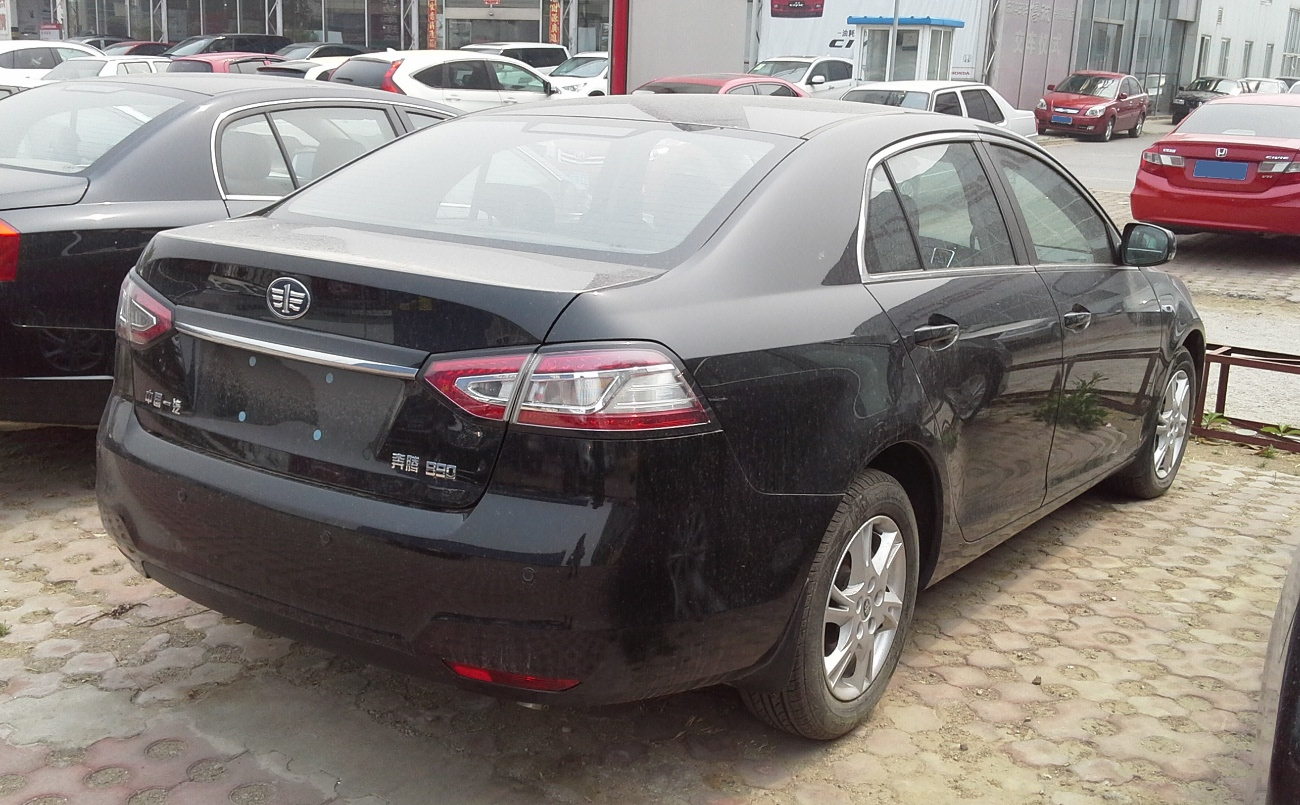
Heckansicht

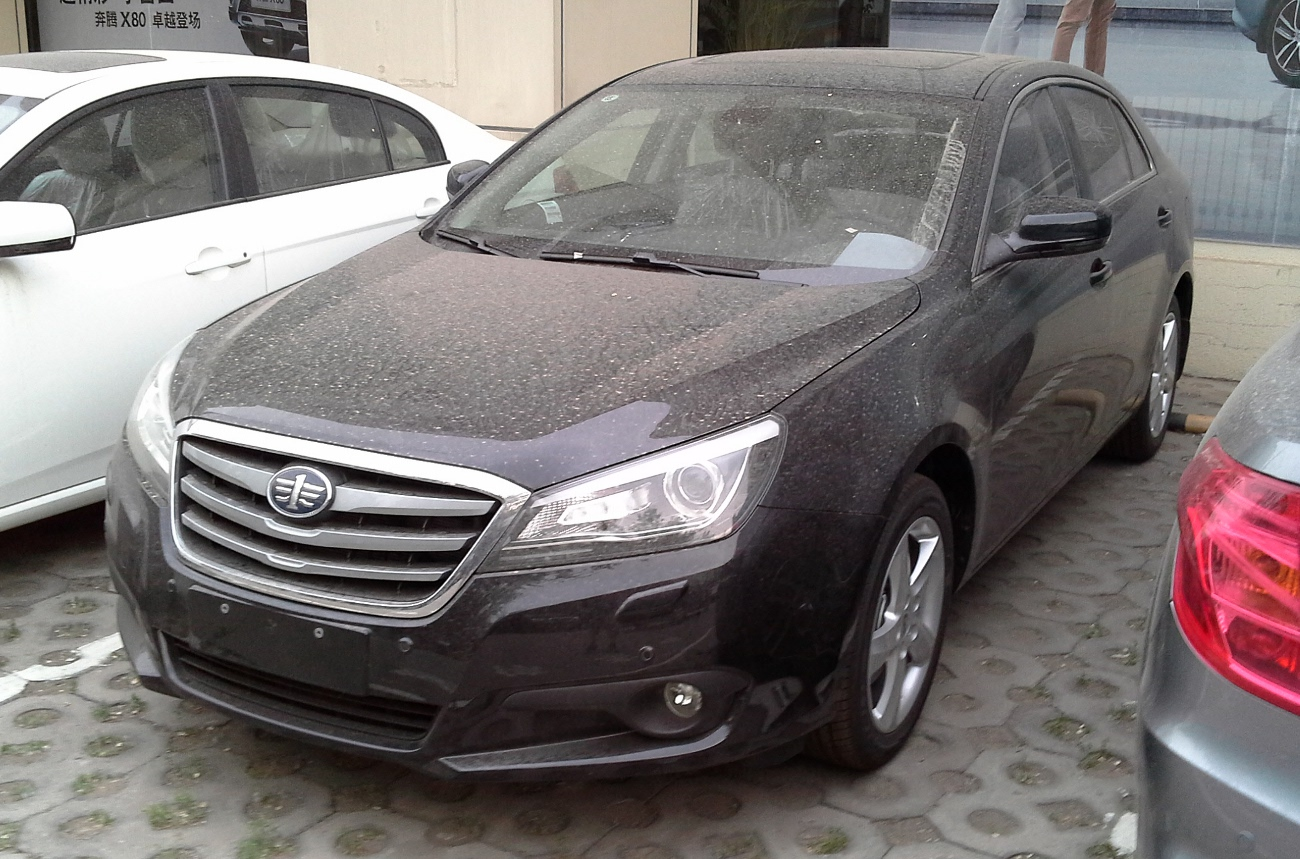
Frontansicht (2014–2017)

Der Besturn B90 ist eine Limousine der oberen Mittelklasse der zu FAW gehörenden chinesischen Automarke Besturn.

## Geschichte
Ein erstes Konzeptfahrzeug unter der Bezeichnung Besturn B9 wurde auf der Shanghai Motor Show 2011 präsentiert, das Serienfahrzeug stand auf der Beijing Motor Show 2012. Die Produktion der Limousine startete am 16. Juli 2012, die Auslieferung begann am 22. August 2012. 2014 wurde der B90 überarbeitet. Die letzten Neuzulassungen in China waren im August 2017. Als Nachfolgemodell gilt der H5 der ebenfalls zu FAW gehörenden Automarke Hongqi.

## Technische Daten
Der Wagen war anfangs mit einem 2,0-Liter-Ottomotor mit einer maximalen Leistung von 108 kW (147 PS) oder einem 2,3-Liter-Ottomotor mit einer maximalen Leistung von 118 kW (160 PS) erhältlich und wird seit dem Facelift von einem 1,8-Liter-Ottomotor mit Turboaufladung und einer maximalen Leistung von 137 kW (186 PS) bzw. bis 2016 einem 2,0-Liter-Ottomotor mit Turboaufladung und einer maximalen Leistung von 150 kW (204 PS) angetrieben. Als Getriebe wird ein Sechsgang-Schaltgetriebe oder ein Sechsstufen-Automatikgetriebe verwendet.
|                                            | 2.0                        | 2.3                       | 1.8T                        | 2.0T                        |
| ------------------------------------------ | -------------------------- | ------------------------- | --------------------------- | --------------------------- |
| Bauzeitraum                                | 08/2012–03/2014            | 08/2012–03/2014           | 03/2014–08/2017             | 03/2014–03/2016             |
| Motorkenndaten                             |                            |                           |                             |                             |
| Motorart                                   | Ottomotor                  | Ottomotor                 | Ottomotor                   | Ottomotor                   |
| Motorbauart                                | Reihen-Vierzylinder-Motor  | Reihen-Vierzylinder-Motor | Reihen-Vierzylinder-Motor   | Reihen-Vierzylinder-Motor   |
| Gemischaufbereitung                        | Saugrohreinspritzung       | Saugrohreinspritzung      | Saugrohreinspritzung        | Saugrohreinspritzung        |
| Motoraufladung                             | —                          | —                         | Turbolader                  | Turbolader                  |
| Hubraum                                    | 1999 cm³                   | 2259 cm³                  | 1796 cm³                    | 1995 cm³                    |
| max. Leistung bei min−1                    | 108 kW (147 PS) / 6500     | 118 kW (160 PS) / 6500    | 137 kW (186 PS) / 5500–6000 | 150 kW (204 PS) / 5500–6000 |
| max. Drehmoment bei min−1                  | 184 Nm / 4000              | 207 Nm / 4000             | 235 Nm / 2000–4500          | 260 Nm / 2000–4500          |
| Kraftübertragung                           |                            |                           |                             |                             |
| Antrieb, serienmäßig                       | Vorderradantrieb           | Vorderradantrieb          | Vorderradantrieb            | Vorderradantrieb            |
| Getriebe, serienmäßig                      | 6-Gang-Schaltgetriebe      | 6-Gang-Automatikgetriebe  | 6-Gang-Automatikgetriebe    | 6-Gang-Automatikgetriebe    |
| Getriebe, optional                         | [6-Gang-Automatikgetriebe] | —                         | —                           | —                           |
| Messwerte                                  |                            |                           |                             |                             |
| Höchstgeschwindigkeit                      | 205 km/h [200 km/h]        | 210 km/h                  | 215 km/h                    | 220 km/h                    |
| Beschleunigung, 0–100 km/h                 | k. A.                      | 11,3 s                    | 9,4 s                       | 9,3 s                       |
| Kraftstoffverbrauch auf 100 km, kombiniert | 8,5 l Super [8,7 l Super]  | 9,2 l Super               | 8,2–9,4 l Super             | 9,6 l Super                 |
| Leergewicht                                | 1450 kg [1470 kg]          | 1490 kg                   | 1560 kg                     | 1565 kg                     |
| Tankinhalt                                 | 64 l                       | 64 l                      | 58–64 l                     | 64 l                        |

Werte in eckigen Klammern gelten für Modelle mit optionalem Getriebe.